# Captain Nemo and the Underwater City
Captain Nemo and the Underwater City (La ciudad de oro del capitán Nemo en España y El capitán Nemo y la ciudad sumergida en Hispanoamérica) es una película de 1969 dirigida por James Hill y protagonizada por Robert Ryan, Chuck Connors y Nanette Newman.
La película está inspirada en la famosa figura literaria del capitán Nemo de Julio Verne.

## Argumento
Alrededor de 1861, Durante la guerra de Secesión estadounidense, una barcaza que viajaba de Nueva York a Bristol se hundió a causa de una fuerte tormenta. Algunos pasajeros lograron subir a bordo, mientras que otros saltaron por la borda.
Esos pasajeros parecían condenados a morir, cuando, de repente, unos hombres rana aparecieron y llevaron a los náufragos a un sumergible. Fue el Nautilus del capitán Nemo, quien, junto con sus hombres, presenció el naufragio y decidió salvarlos. Más tarde Nemo llevó a los seis pasajeros rescatados a su ciudad, Templemere, en el fondo del mar.
Allí, los náufragos —el senador Fraser, Lomax, Bernabé, Golondrina, Helena y su hijo Felipe— no dejaron de maravillarse. Templemere, cubierto por una enorme cúpula de cristal, parecía un pequeño paraíso. En ella la gente cenaba con vajilla de oro y además había tanto oro que toneladas de él yacían descuidadas en el desguace. Sin embargo, también existían peligros para la ciudad que estaba situado a 7.000 metros bajo el nivel del mar. El monstruo Mobula intenta por ejemplo, atacaba repetidamente Templemere.
Cuando Lomax intenta escapar de ella y casi provoca una catástrofe. Fraser, en cambio, logra ganarse la confianza del capitán Nemo. Sin embargo, se siente atraído de vuelta a la superficie. Eso le lleva a intentar escapar con Bernabé y Golondrina en una nave gemela del Nautilus no teniendo ni idea del peligro al que se expone al intentar escapar con ella.

## Reparto
| Actor                 | Personaje             |
| --------------------- | --------------------- |
| Robert Ryan           | Capitán Nemo          |
| Chuck Connors         | Senador Robert Fraser |
| Nanette Newman        | Helena Beckett        |
| Luciana Paluzzi       | Mala                  |
| John Turner           | Joab                  |
| Bill Fraser           | Barnaby Bath          |
| Kenneth Connor        | Swallow Bath          |
| Allan Cuthbertson     | Lomax                 |
| Christopher Hartstone | Phillip Beckett       |
| Ian Ramsey            | Adam                  |

## Producción
La película fue rodada en el mar Rojo y el mar Mediterráneo. Una vez filmada, se estrenó el 19 de diciembre de 1969.

## Recepción
Hoy en día el filme ha sido valorada en portales cinematográficos. En IMDb, por ejemplo, con aproximadamente 2000 votos registrados, la película obtiene una media ponderada de 5,7 sobre 10. En cuanto a Rotten Tomatoes, los más de 50 votos registrados en el portal le dieron allí una valoración media de 3,1 de 5. También nay que destacar, que en el periódico La Vanguardia los usuarios que dieron allí su opinión al respecto le dieron al largometraje una aprobación del 51 %.